# Júnior Batista
Elisio Batista da Conceição Júnior (* 11. April 1993 in Salvador), auch bekannt als Júnior Batista, ist ein brasilianischer Fußballspieler.

## Karriere
Júnior Batista erlernte das Fußballspielen in der Jugendmannschaft von Elosport Capão Bonito im brasilianischen Capão Bonito. Hier unterschrieb er 2012 auch seinen ersten Vertrag. Wo er von 2013 bis 2015 spielte, ist unbekannt. Von 2016 bis Mitte 2017 stand er beim Atlântico EC in Lauro de Freitas unter Vertrag. Mitte Juni 2017 wechselte er zum Viertligisten Ceilândia EC. Für den Verein aus Ceilândia bestritt er ein Ligaspiel. Anfang August 2017 wechselte er nach Europa, wo er in Portugal beim unterklassigen Verein GD Santa Cruz Alvarenga einen Vertrag unterschrieb. Im März 2018 zog er weiter nach Australien, wo er bis Juni 2018 für den Richmond FC spielte. Zu Beginn der Saison 2018 kehrte er nach Europa zurück. Hier nahm ihn der maltesische Għarb Rangers FC aus Gozo für eine Saison unter Vertrag. Die Saison 2019/20 spielte er in Portugal beim Moura AC. Ende Juni 2020 kehrte er in seine Heimat zurück. Hier spielte er bis Februar 2021 für den Drittligisten Ferroviário AC. Für den Verein aus Fortaleza bestritt er 13 Drittligaspiele. Die Cape Town Spurs, ein Verein aus dem Stadtteil Parow der Stadt Kapstadt, nahm ihn von Februar 2021 bis Juni 2021 unter Vertrag. Anschließend spielte er in Nicaragua beim Real Estelí FC. Die Saison 2023 lief er für den südkoreanischen Drittligisten Gangneung Citizen FC auf. Für das Fußballfranchise aus Gangneung bestritt er 24 Drittligaspiele. Von Januar 2023 bis Anfang Mai 2023 war er vertrags- und vereinslos. Anfang Mai 2023 nahm ihn der brasilianische Verein EC Democrata für einen Monat unter Vertrag. Mitte Juni 2023 zog es ihn wieder nach Asien, wo er in Thailand einen Vertrag beim Zweitligaaufsteiger DP Kanchanaburi FC unterschrieb. Für den Verein aus Kanchanaburi bestritt er in der Hinrunde 15 Ligaspiele. Im Januar 2024 wechselte er zum Ligakonkurrenten Nongbua Pitchaya FC. Am Ende der Saison 2023/24 wurde er mit dem Klub aus Nong Bua Lamphu Vizemeister und stieg direkt in die erste Liga auf. Nach dem Aufstieg wurde sein Vertrag im Sommer 2024 nicht verlängert. Für den Verein aus Nong Bua Lamphu bestritt er zwölf Ligaspiele. Im Juli 2024 nahm ihn der Erstligist Lamphun Warriors FC unter Vertrag. Am 31. Mai 2025 stand er mit den Warriors im Finale des Thai League Cup. Hier traf man im BG Stadium auf Buriram United. Am Ende musste man sich mit 2:0 geschlagen geben. Nach 25 Ligaspielen, in denen er zwei Treffer erzielte, wurde sein Vertrag im Sommer 2025 nicht verlängert. Nach einer Spielzeit, in der er 25 Ligaspiele bestritt, wechselte er Anfang Juli 2025 zum ebenfalls in der ersten Liga spielenden Rayong FC.

## Erfolge
Nongbua Pitchaya FC
- Thailändischer Zweitligameister: 2023/24  ▲

Lamphun Warriors FC
- Thailändischer Ligapokalfinalist: 2024/25